# Język sambala
Język sambala albo shambala (szambala) – język z rodziny bantu, używany w Tanzanii, liczba użytkowników wynosi ok. 664 tys.